# Jaderná elektrárna Limerick
Jaderná elektrárna Limerick (anglicky Limerick Nuclear Power Plant) je provozní jaderná elektrárna ve Spojených státech. Nachází se v Pensylvánii, asi 45 kilometrů severozápadně od centra Filadelfie. Dva bloky elektrárny mají celkový hrubý výkon 2388 MW. Elektrárnu vlastní a provozuje společnost Exelon Corporation.

## Historie a technické informace

### Počátky
Lokalita Limerick byla v roce 1969 zvolena pro výstavbu nové jaderné elektrárny společností Philadelphia Electric Company (dnes divize Exelonu, od kterého se oddělila později společnost Constellation). Po zvolení tohoto místa pro jadernou elektrárnu vypukly protesty hnutí Keystone Alliance a dalších protijaderných hnutí. Kvůli tomu byl projekt zdržen.

### Výstavba a uvedení do provozu
Výstavba prvního bloku byla oficiálně zahájena dne 19. června 1974. Jedná se o varný typ reaktoru s označením BWR-4 251-764. Jeho hrubý výkon dosahuje 1194 MW a čistý 1134 MW, který je odesílán do rozvodné sítě 500 kV. Do sítě byl blok přifázován dne 13. dubna 1985 a komerční provoz následoval 1. února 1986.
Druhý blok se začal budovat ve stejný den, kdy začala výstavba bloku prvního, 19. června 1974. Typ, označení a parametry bloku zůstaly nezměněny. Do sítě byl blok připojen 1. září 1989 a komerční provoz byl oficiálně zahájen 8. ledna 1990.
Bloky mají od NRC udělenou provozní licenci do 26. října 2044 a 22. června 2049.
Dne 27. července 1994 zasáhlo oblast obklopující elektrárnu Limerick tornádo o síle F3. Tornádo minulo elektrárnu o 3200 metrů, ale způsobilo značné škody v nedaleké obytné zóně Limerick Township.
V roce 2006 elektrárnu navštívil tehdejší prezident Spojených státu George W. Bush, aby diskutoval o jaderné energii a její roli v iniciativě Advanced Energy Initiative, kterou ve stejném roce oznámil ve svém projevu State of the Union Address. Elektrárnu si detailně prohlédl a to včetně velínu.
K ochlazování vody v okruhu slouží chladicí věže. Oba bloky mají jako nouzový zdroj energie čtyři generátory nouzového napájení.

### Okolní obyvatelstvo
NRC definuje dvě zóny havarijního plánování kolem jaderných elektráren. První o poloměru 16 kilometrů, která se týká především vystavení radioaktivní kontaminace vzduchu a poté druhou o poloměru 80 kilometrů, jež se zabývá kontaminací potravin a vody.
Podle studie NRC zveřejněné v srpnu 2010 byl odhad každoročního rizika zemětřesení dostatečně silného na to, aby způsobilo poškození aktivní zóny reaktoru 1 ku 18 868.

## Informace o reaktorech
| Reaktor    | Typ reaktoru  | Výkon   | Výkon   | Zahájení výstavby | Připojení k síti | Uvedení do provozu | Uzavření |
| Reaktor    | Typ reaktoru  | Čistý   | Hrubý   | Zahájení výstavby | Připojení k síti | Uvedení do provozu | Uzavření |
| ---------- | ------------- | ------- | ------- | ----------------- | ---------------- | ------------------ | -------- |
| Limerick-1 | BWR-4 251-764 | 1134 MW | 1194 MW | 19. 6. 1974       | 13. 4. 1985      | 1. 2. 1986         |          |
| Limerick-2 | BWR-4 251-764 | 1134 MW | 1194 MW | 19. 6. 1974       | 1. 9. 1989       | 8. 1. 1990         |          |